# 衣笠竜也
衣笠 竜也（きぬがさ たつや、1974年10月8日 - ）は、日本の元競泳選手。1992年バルセロナオリンピック・1996年アトランタオリンピック日本代表。200m個人メドレーの元日本記録保持者。

## 経歴
横浜市立永田中学校、法政大学第二高校、日本大学卒。
バルセロナオリンピック選考会の200m個人メドレーで2分03秒18の日本新記録で優勝し、日本代表に選出された。1992年バルセロナオリンピックの200m個人メドレーではB決勝5位（全体13位）という結果を残した。
アトランタオリンピック選考会の200m個人メドレーで優勝、400m個人メドレーでは2位に入り、2大会連続となるオリンピック日本代表に選出された。1996年アトランタオリンピックの200m個人メドレーではB決勝6位（全体14位）、400m個人メドレーではB決勝3位（全体11位）だった。
シドニーオリンピック選考会の200m個人メドレーでは2位に入ったが、3大会連続の日本代表入りはならなかった。